# Tiếp nhận xã hội
Tiếp nhận xã hội (tiếng Đức: gesellschaftliche rezeption) là khái niệm lý luận của nhà lý luận tiếp nhận Đức Nau-man. Ông cho rằng tác phẩm văn học trước khi trở thành đối tượng được cá nhân tiếp nhận thì phải được xã hội đồng tình, trở thành đối tượng của xã hội tiếp nhận.
Do đó tiếp nhận xã hội là tiền đề của tiếp nhận cá nhân. Do bối cảnh xã hội, chính trị, văn hóa và tâm lí dân tộc khác nhau, tình hình tiếp nhận tác phẩm văn học ở các nước khác nhau cũng khác nhau. Điều này biểu hiện ở:
- Một số tác phẩm ở nước này được lưu hành rộng rãi, nhưng ở nước khác thì bị cấm đoán;
- Một số tác phẩm ở một số nước hay khu vực được đánh giá cao, bán chạy; ở nước khác vấp phải hàng rào tâm lí, tôn giáo, tập quán nên không được tiếp nhận. Cho dù một tác phẩm được lưu hành ở tất cả các nước thì mức độ và cách tiếp nhận vẫn khác nhau. Nau-man cho rằng giữa tác phẩm văn học và sự tiếp nhận cá nhân luôn bị gián cách về xuất bản, phê bình, lý luận, tuyên truyền, giai cấp, ý thức hệ.

Do đó sự tiếp nhận cá nhân luôn diễn ra trong không khí của tiếp nhận xã hội.